# Emily King
Emily King (New York, 1985. július 10. –) amerikai rhythm and blues énekesnő, dalszerző.

## Pályafutása
Emily King a Kim és Marion dzsesszvokál duóval tizenéves kora vége felé már New York-i éttermekben és más helyszíneken játszott − többek között a CBGB'S-ben és a The Bitter Endben. 2004-ben King felkeltette a producer Chucky Thompson figyelmét. Clive Davis támogatásával lemezszerződést kötött a Sony Music-kal. Debütáló albuma, az „East Side Story” 2007-ben jelent meg, és Grammy-díj jelölést kapott az év legjobb kortárs R&B albuma kategóriában. 
Akkoriban turnézott John Legenddel és a Floetry-vel, és előzenekarként is dolgozott olyan sztárok koncertjei előtt, mint Gnarls Barkley, Alicia Keys, Chaka Khan és Erykah Badu.
Miután 2008-ban otthagyta a lemezkiadót és függetlenként dolgozott. A következő EP-jét, a „Seven”-t otthon vették fel, és 2011-ben jelent meg. 
A Maroon 5 meghívására a 2011-ben a együttesével a Maroon 5 skandináv turnéja előzenekarént működött.
King gondosan kidolgozott szerzeményeiben érvényesül kifinomult, buja énekhangja, amely ártatlanságot és őszinteséget is hordoz. Zenéje maga pedig a soul-, a folk- és a rockzene szelíd keveréke, olyan, mint az 1970-es évek énekeseseinél volt hajdan.

## Stúdióalbumok
- 2007: East Side Story
- 2015: The Switch
- 2019: Scenary
- 2020: Sides
- 2023: Special Occasion

## EP-k
- 2006: East Side Story (Sampler)
- 2011: Seven
- 2015: Emily King on Audiotree Live
- 2019: Change of Scenery (Remix EP)

## Díjak
- 2007:  Grammy-díj jelölés